# In vendar se vrti
»In vendar se vrti« ali »In vendar se premika« (italijansko E pur si muove ali Eppur si muove) je stavek, ki naj bi ga leta 1633 izrekel italijanski matematik, fizik in filozof Galileo Galilei (1564–1642), potem ko je bil prisiljen odreči se trditvam, da se Zemlja giblje okrog Sonca, ne pa obratno. V tem kontekstu ta besedna zveza pomeni naslednje: Kljub Galilejevemu preklicu, nasprotnim trditvam Cerkve ali kakršnim koli drugim prepričanjem ali naukom ljudi se Zemlja dejansko premika okrog Sonca (in ne obratno).

## Pregled
Po trditvah Stephena Hawkinga nekateri zgodovinarji menijo, da bi se ta epizoda lahko dogodila ob Galilejevem premestitvi iz hišnega pripora pod nadzor nadškofa Ascania Piccolominija v »drug dom v hribih nad Firencami«. Tudi ta drugi dom je bil Galilejev, in sicer Villa Il Gioiello v Arcetriju.
Najzgodnejša biografija Galileja, ki jo je leta 1655–1656 napisal njegov učenec Vincenzo Viviani, tega izreka ne omenja, zapisi o sojenju pa ga ne navajajo. Nekateri avtorji trdijo, da bi bilo za Galileja nepreudarno, če bi pred inkvizicijo dejal kaj takega.
Leta 1911 so besede »E pur si muove« našli na španski sliki, ki jo je pravkar kupil zbiralec umetnin Jules van Belle iz kraja Roeselare v Belgiji. Ta slika je bila dokončana v letu ali dveh po Galilejevi smrti, saj datira v leto 1643 ali 1645 (zadnja številka je delno zakrita). Slika ni zgodovinsko pravilna, saj prikazuje Galileja v ječi, kljub temu pa kaže, da je neka različica anekdote o izreku »Eppur si muove« krožila takoj po njegovi smrti, ko so bili mnogi, ki so ga poznali, še živi, da bi to potrdili, in da je pred objavo krožila več kot stoletje.
V angleški literaturi je o dogodku prvi poročal Giuseppe Baretti leta 1757 v knjigi The Italian Library (Italijanska knjižnica)::357
V trenutku, ko so ga osvobodili, je pogledal v nebo in proti tlom in ob udarcu z nogo ob tla zamišljeno dejal Eppur si muove, kar pomeni in vendar se premika, namreč Zemlja.:52